# Suntory
La Suntory Holdings Limited (サントリーホールディングス株式会社?, Santorī Hōrudingusu Kabushiki-Gaisha) è un'azienda giapponese fondata nel 1899. È una delle più antiche aziende di produzione e distribuzione di bevande alcoliche in Giappone. Divenuta famosa per la birra ed il whisky, la Suntory ha esteso negli anni la sua produzione ad altri prodotti alimentari. La sede principale è situata a Osaka.

## Storia
L'azienda fu fondata da Torii Shinjiro, che aprì un negozio di vini d'importazione chiamato Torii Shoten a Osaka, nel febbraio 1899. Nel 1907, l'azienda iniziò a vendere un vino rosso di qualità chiamato Vin du Port d'Akadama. Nel 1921, con l'espansione commerciale, l'azienda prende il nome Kotobukiya. Nel dicembre 1924 Shinjiro Torii e il suo collaboratore Masataka Taketsuru fondarono la distilleria Yamazaki, la prima distilleria di whisky nel paese. Il primo whisky giapponese, il Suntory Whisky Sirofuda (etichetta bianca),  venne messo sul mercato cinque anni più tardi.
La Kotobukiya fu obbligata a fermare la produzione durante la seconda guerra mondiale. Nel 1961, l'azienda lanciò una grande campagna di pubblicità che associava il suo whisky a dei viaggi premio. Nel 1963, Kotobukiya cambiò nome e divenne "Suntory", prendendo il nome del whisky prodotto. Lo stesso anno, la fabbrica di birra Musashino cominciò la produzione della birra Suntory. Nel 1997 l'azienda diventò imbottigliatore, distributore e licenziatario esclusivo per il Giappone dei prodotti della Pepsi Cola.
Il 1º aprile 2009, Suntory è entrata nel mercato azionario diventando "Suntory Holdings Limited (サントリーホールディングス株式会社)".
Sempre nel 2009 Suntory acquisì Orangina, un noto marchio di aranciata, per 300 miliardi di yen, e Frucor - una azienda con sede in Nuova Zelanda attiva nel campo degli energy drink - per 600 milioni di euro.
Nel gennaio 2014, Suntory annunciò un accordo volto ad acquistare il maggiore produttore statunitense di bourbon, Beam Inc., per 16 miliardi di dollari. Il completamento dell'acquisizione avrebbe reso Suntory il terzo maggiore produttore di alcolici al mondo. L'acquisizione fu in effetti portata a termine il 30 aprile 2014, data nella quale fu anche annunciato che il marchio Beam sarebbe stato rinominato in Beam Suntory. Il 2014 vide anche l'acquisizione da parte di Suntory del ramo di azienda collocato nel Regno Unito della GlaxoSmithKline e dedicato alla produzione di bevande. L'accordo comprendeva la cessione dei marchi Lucozade e Ribena ma non del marchio Horlicks.

## Profilo
Dopo l'ingresso in borsa, l'azienda ha diviso le sue attività nelle branche "Suntory Beverage and Food Limited", "Suntory Products Limited", "Suntory Wellness Limited", "Suntory Liquors Limited", "Suntory Beer & Spirits Limited", "Suntory Wine International Limited" e "Suntory Business Expert Limited". Detiene inoltre il pieno controllo della americana Beam Suntory, proprietaria di marchi internazionali storici come Jim Beam, Laphroaig, Courvoisier e Cruzan.

## La pubblicità
- Negli anni '70, il gruppo di rock statunitense The Carpenters ha composto dei jingle per la campagna radiofonica.
- Suntory ha usato molti attori occidentali per le sue campagne pubblicitarie.
- Il regista giapponese Akira Kurosawa ha diretto una pubblicità della Suntory con Francis Ford Coppola, negli anni settanta.
- Alle varie pubblicità della Suntory, la regista Sofia Coppola si è ispirata per il film Lost in Translation con Bill Murray.
- Il Suntory Whisky ha una gigantesca insegna luminosa a Times Square, una delle più celebri piazze di New York.
- Alla fine degli anni settanta la Suntory ha dato inizio alla costruzione del complesso denominato Suntory Hall, un insieme di sale per concerti e opere, nel quartiere speciale di Tokio, Minato. La sala operistica fu inaugurata il 12 ottobre 1986, sedicesimo anniversario della produzione di whisky e ventesimo di quella della birra.

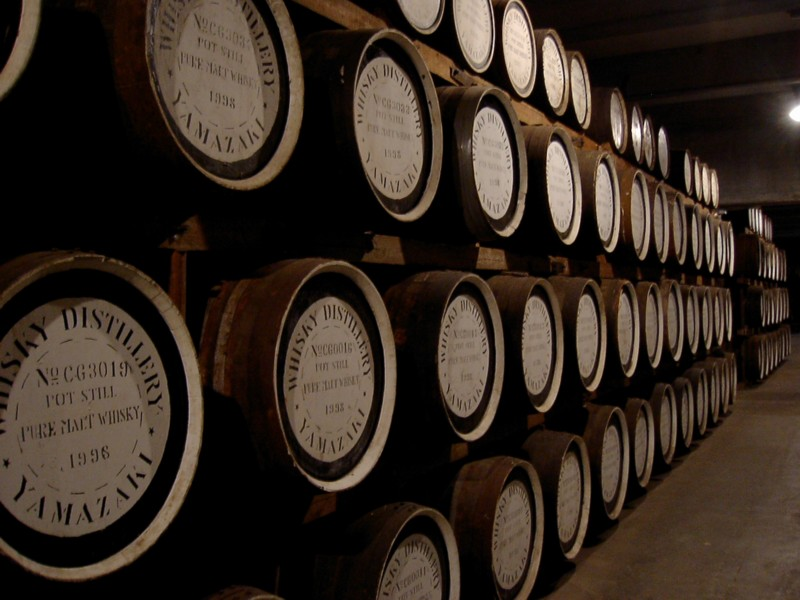
Botti di whisky a stagionare nello stabilimento della distilleria Yamazaki, a Shimamoto, nella prefettura di Osaka

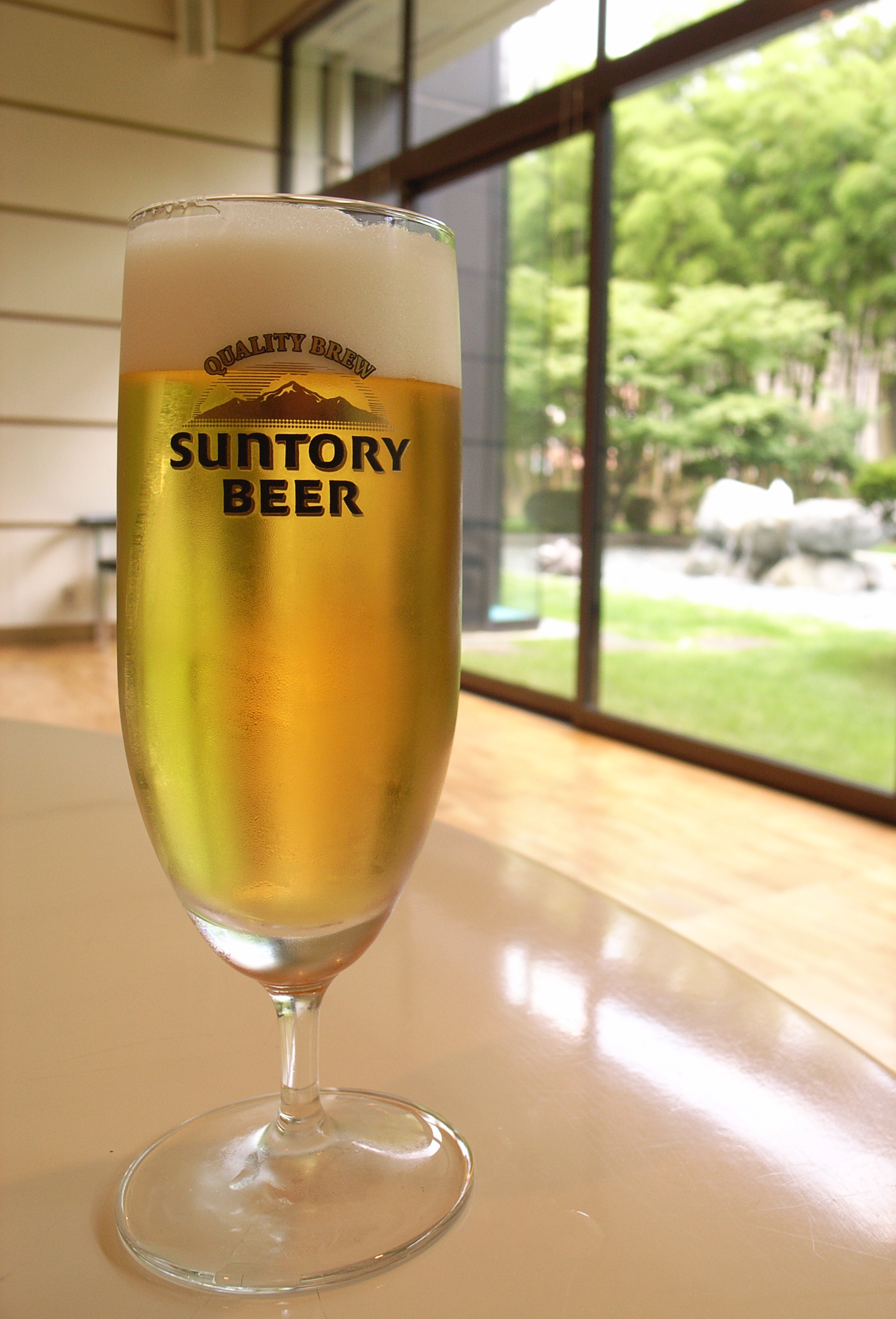

## Prodotti
- Bevande alcoliche
  - Birre
    - Malt's
    - The Premium Malt's

  - Happoshu
    - Diet-nama Clear Taste
    - Magnum Dry Golden Dry

  - Brandy (Centenario, Courvoisier, Fundador)
  - Gin (Gilbey's, Larios)
  - Rum (Cruzan, Ronrico)
  - Tequila (100 Años, El Tesoro, Hornitos, Sauza, Sauza Tres Generaciones)
  - Vodka (Effen, Kamchatka, Pinnacle, Vox)
  - Whisky (Auchentoshan, Bowmore, Chita, Glen Garioch, Hibiki, Kaku-bin, Jim Beam, Laphroaig,  McClelland's, Red, Reserve, Royal, Tory's, White, Yamazaki)
  - Altri liquori
    - Midori
    - Zen
- Bevande analcoliche
  - Bikkle
  - Boss Coffee
  - C.C. Lemon
  - Pepsi NEX
  - Iced Oolong Tea
  - Mizone
  - Natchan
  - Orangina
  - Dakara
- Alimenti a scopi curativi
  - Black Oolong Tea
  - Calcium and Iron Beverage
  - Sesame Barley Tea